# The Open Door (film 1913 MacGregor)
The Open Door è un cortometraggio muto del 1913 diretto da Norval MacGregor.

## Produzione
Il film fu prodotto dalla Selig Polyscope Company.

## Distribuzione
Distribuito dalla General Film Company, il film - un cortometraggio in due bobine - uscì nelle sale cinematografiche statunitensi il 22 dicembre 1913.